# Johann Gottfried Ebel

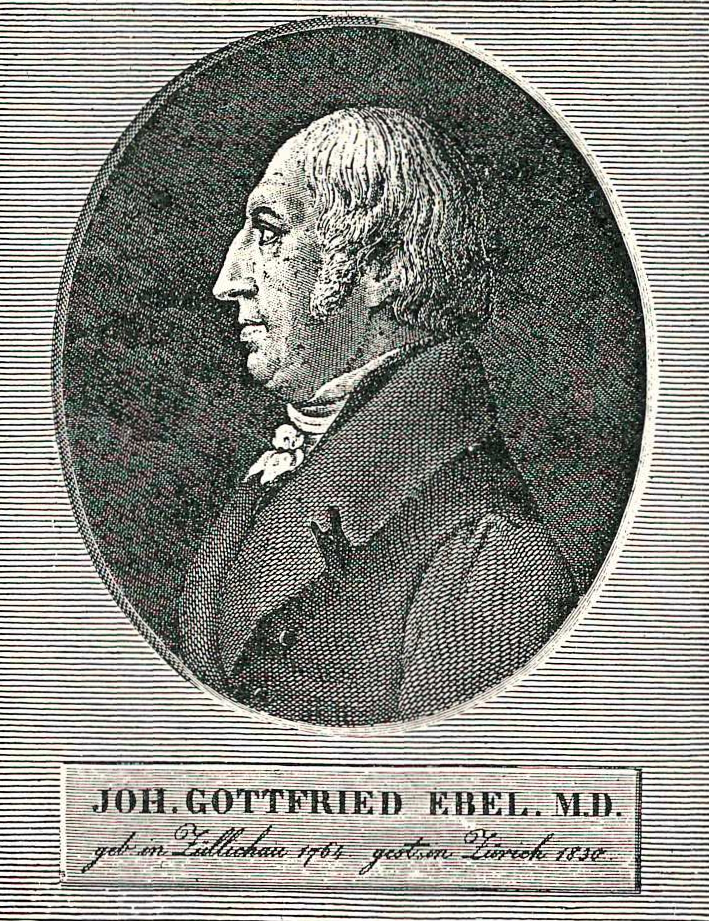
Johann Gottfried Ebel,
Kupferstich von 1833

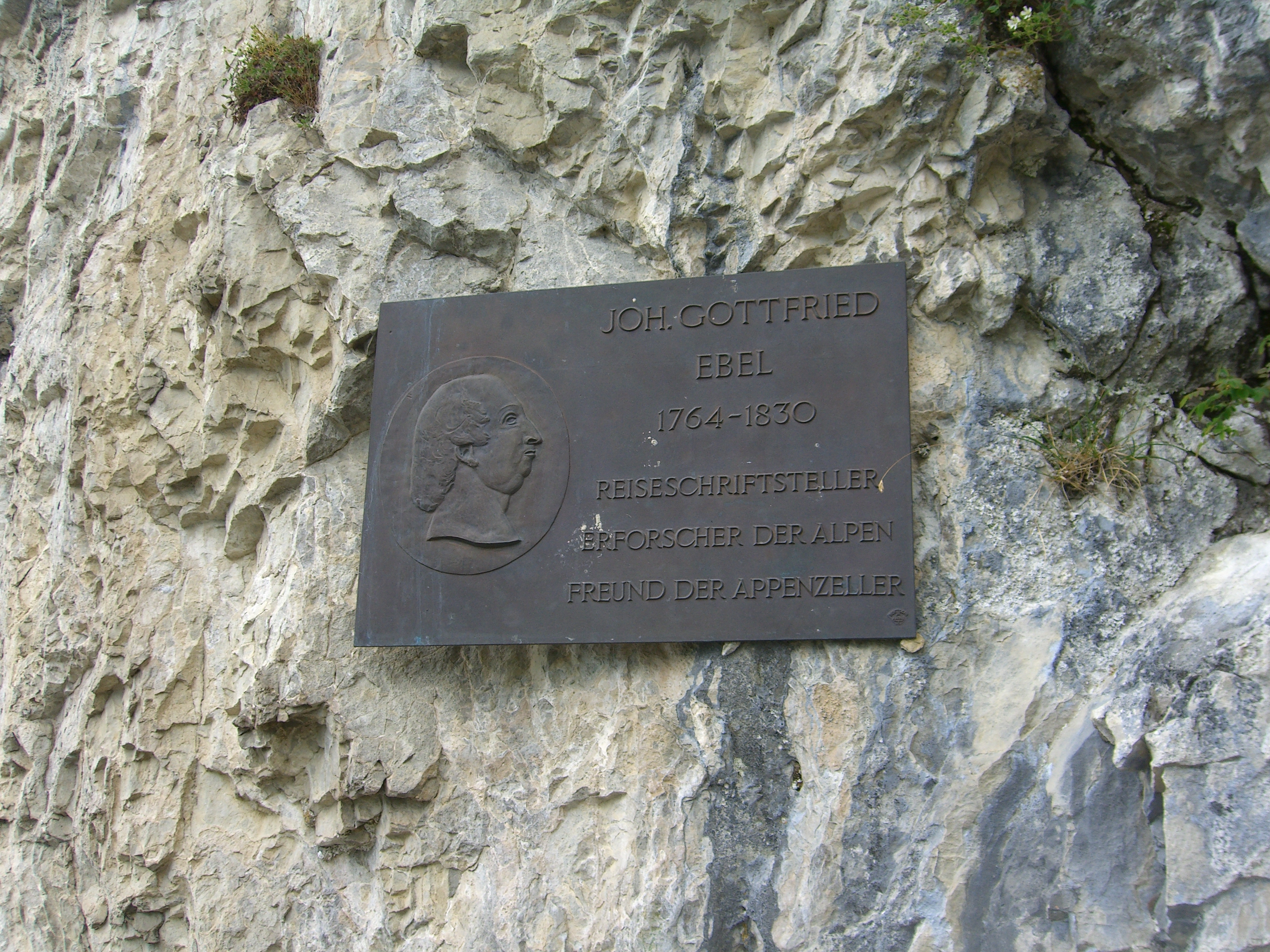
Gedenktafel auf der Ebenalp

Johann Gottfried Ebel (* 6. Oktober 1764 in Züllichau, Neumark; † 8. Oktober 1830 in Zürich) war ein deutscher, später Schweizer Arzt, Naturforscher sowie Reiseschriftsteller.
Er ist einer der Pioniere des modernen schweizerischen Fremdenverkehrs, und sein Nachlass ist eine bedeutende, noch kaum ausgewertete Quelle zur Geschichte, Landes- und Volkskunde der Schweiz in den letzten Jahren des 18. und während des ersten Viertels des 19. Jahrhunderts.

## Leben
Ebel studierte in Frankfurt (Oder), Wien und Zürich Medizin und promovierte 1789. 1790–1792 reiste er ein erstes Mal durch die Schweiz und ließ sich darauf als Arzt in Frankfurt am Main nieder. 1793 veröffentlichte er sein bekanntes Werk Anleitung, auf die nützlichste und genussvollste Art die Schweiz zu bereisen – das erste gute Reisehandbuch für die Schweiz, das Friedrich Schillers Wilhelm Tell beeinflusste.
Als Anhänger der Französischen Revolution siedelte er 1796 nach Paris über, wo er als Attaché der Frankfurter Gesandtschaft wirkte. 1802 kehrte er nach Frankfurt zurück und bereiste von da an erneute mehrfach die Schweiz; 1810 ließ er sich endgültig in Zürich nieder. 1808 veröffentlichte er sein Buch Über den Bau der Erde in dem Alpen-Gebirge, in dem er als erster eine Synthese der Geologie der Alpen versuchte. 1813 erschien seine Denkschrift Abriss des politischen Zustandes des Schweiz. Daneben beschäftigte er sich auch mit Grenzgebieten der Naturwissenschaften, etwa mit der Anwendung der Wünschelrute oder mit dem animalischen Magnetismus. 1808 wurde er korrespondierendes Mitglied der Bayerischen Akademie der Wissenschaften, und in der Schweiz war er Mitglied der Naturforschenden Gesellschaft in Zürich.
Ebels naturwissenschaftlicher Nachlass, der testamentarisch an die Naturforschende Gesellschaft übergegangen war, wurde von dieser 1895 dem Staatsarchiv des Kantons Zürich übergeben; ein weiterer Teil des Nachlasses liegt in der Zentralbibliothek Zürich, und eine im 19. Jahrhundert angefertigte Abschrift seiner Liste schweizerdeutscher Wörter besitzt das Schweizerische Idiotikon.

## Werke
- Anleitung, auf die nützlichste und genussvollste Art die Schweiz zu bereisen, Zürich 1793 (Digitalisat),3. Auflage 1809 (Digitalisat), 8. Auflage 1843
  - Französisch: Instructions pour un voyageur qui se propose de parcourir la Suisse
- Schilderung der Gebirgsvölker der Schweiz. 2 Bände. Tübingen 1798–1802 (Digitalisat)
- Über den Bau der Erde im Alpengebirge, Zürich 1808 (Digitalisat)
- Malerische Reise durch die neuen Bergstraßen des Kantons Graubünden, Zürich 1826; Text im Werk Die Bergstrassen durch den Canton Graubündten nach dem Langen- und Comer-See von J. Jakob Meyer, Maler, erschienen 1826 bei diesem in Zürich sowie 1984 als Nachdruck (Faksimile) im Verlag  Michel Slatkine, Genf, mit einem neuen Vorwort von Iso Camartin (in Romanisch, Deutsch und Italienisch)
- Abriss des politischen Zustandes des Schweiz, Zürich 1813